# Alan J. Pakula
Alan J. Pakula (Bronx, Nueva York, 7 de junio de 1928 - Nueva York, 19 de noviembre de 1998) fue un director de cine estadounidense con preferencia en películas de intrigas políticas.

## Biografía
Comenzó su carrera en el cine como productor, para luego pasar a la dirección, aunque nunca dejó la producción, tanto de las películas que el dirigía como la de otros directores. Destaca su labor como productor en Matar a un ruiseñor (1962).
Debutó como director con una joven Liza Minnelli (El cuco estéril, 1969) y siguió contando con importantes estrellas para muchas de sus películas, pero probablemente aquella por que será recordado sea Todos los hombres del presidente (1976), con Robert Redford, Dustin Hoffman y Jason Robards, en la que contaba la investigación del caso Watergate por dos periodistas del periódico Washington Post. Ganó cuatro Óscars, entre ellos el de mejor actor secundario para Robards.
Otros filmes notables de su historial son La decisión de Sophie (1982), por el cual Meryl Streep ganó el Óscar a la mejor actriz protagonista, y el gran éxito de taquilla El informe Pelícano con Julia Roberts, Denzel Washington y Sam Shepard. 
Pakula murió en un accidente automovilístico el 19 de noviembre de 1998, en Nueva York, cuando su coche se estrelló contra una barra de metal que le golpeó en la cabeza.

## Filmografía como director
- The Sterile Cuckoo (1969)
- Klute (1971)
- Love and Pain and the Whole Damn Thing (1973)
- Último testigo (1974)
- Todos los hombres del presidente (1976)
- Llega un jinete libre y salvaje (1978)
- Comenzar de nuevo (1979)
- Una mujer de negocios (1981)
- La decisión de Sophie (1982)
- Dream Lover (1986)
- Un ángel caído (1987)
- Amores compartidos (1989)
- Presumed Innocent (1990)
- Dobles parejas (1992)
- El informe Pelícano (1993)
- La sombra del diablo (1997)

## Premios y nominaciones
Premios Óscar
| Año  | Categoría               | Trabajo nominado                 | Resultado |
| ---- | ----------------------- | -------------------------------- | --------- |
| 1963 | Mejor película          | Matar a un ruiseñor              | Nominado  |
| 1977 | Óscar al mejor director | Todos los hombres del presidente | Nominado  |
| 1983 | Mejor guion adaptado    | La decisión de Sophie            | Nominado  |